# Kultur-Nische

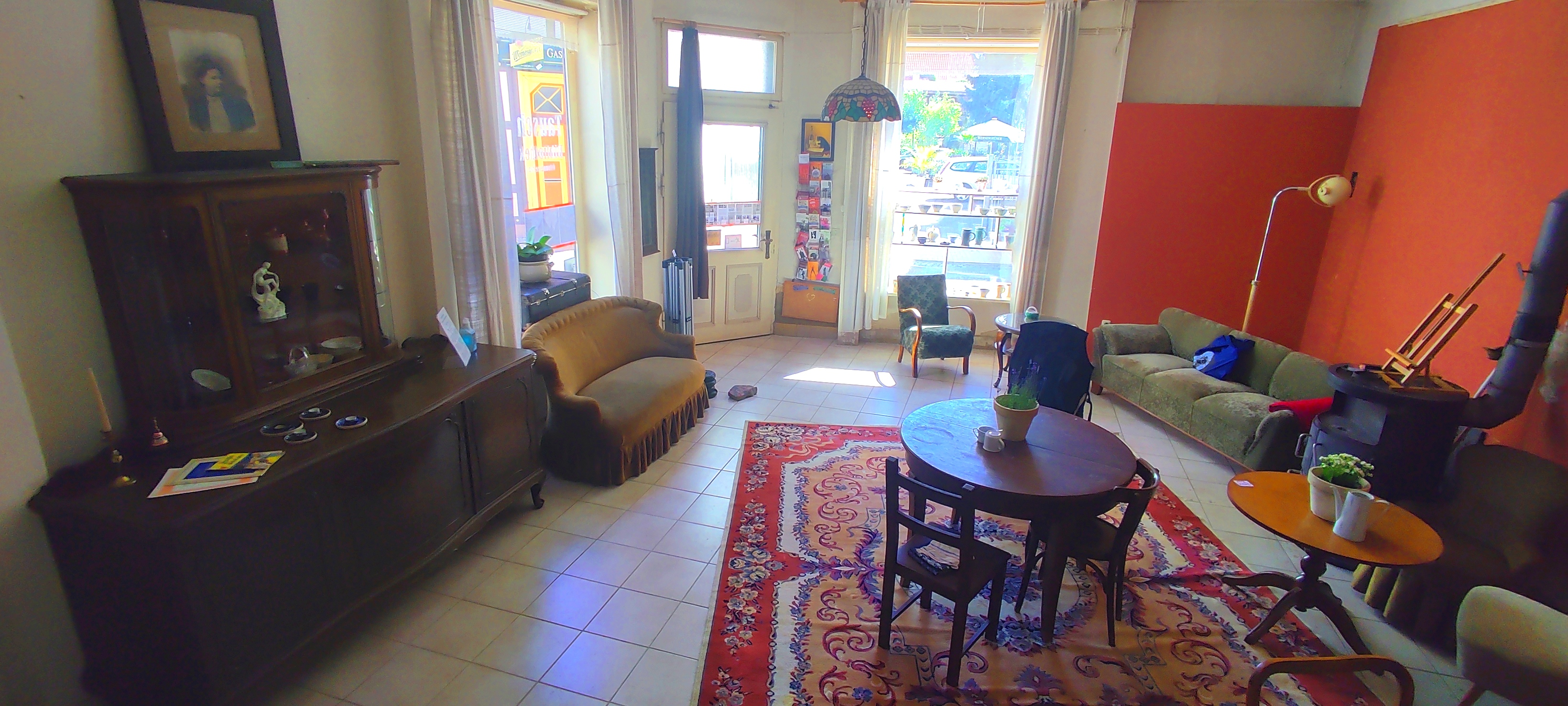
Blick in den Eckladen der Kultur-Nische an der Radestraße 1. In diesem Raum befand sich zu DDR-Zeiten ein Konsum.

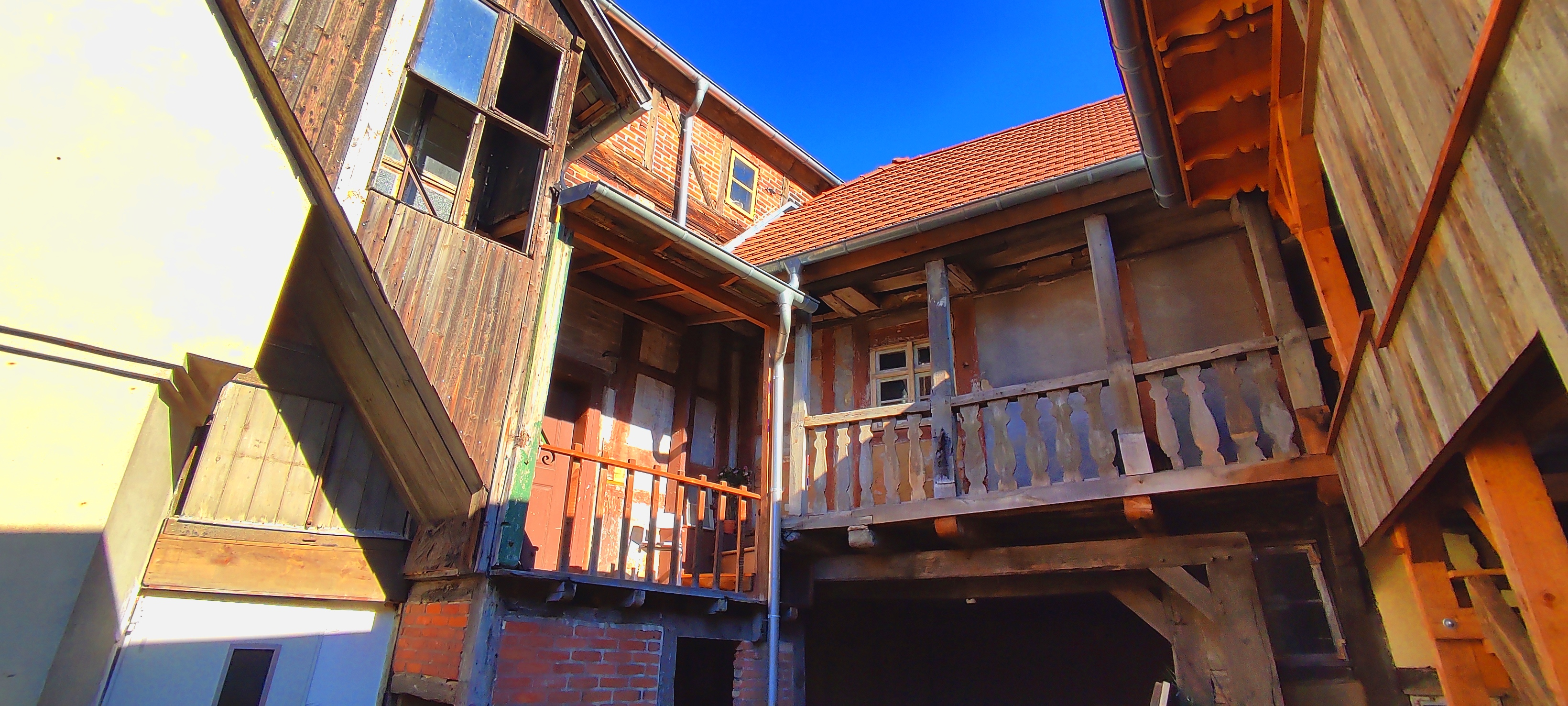
Der Laubengang im Innenhof der Kultur-Nische an der Rückseite des Laute’schen Hauses und des kleinen Handwerkerhauses ist typisch für die Architektur der Altmark

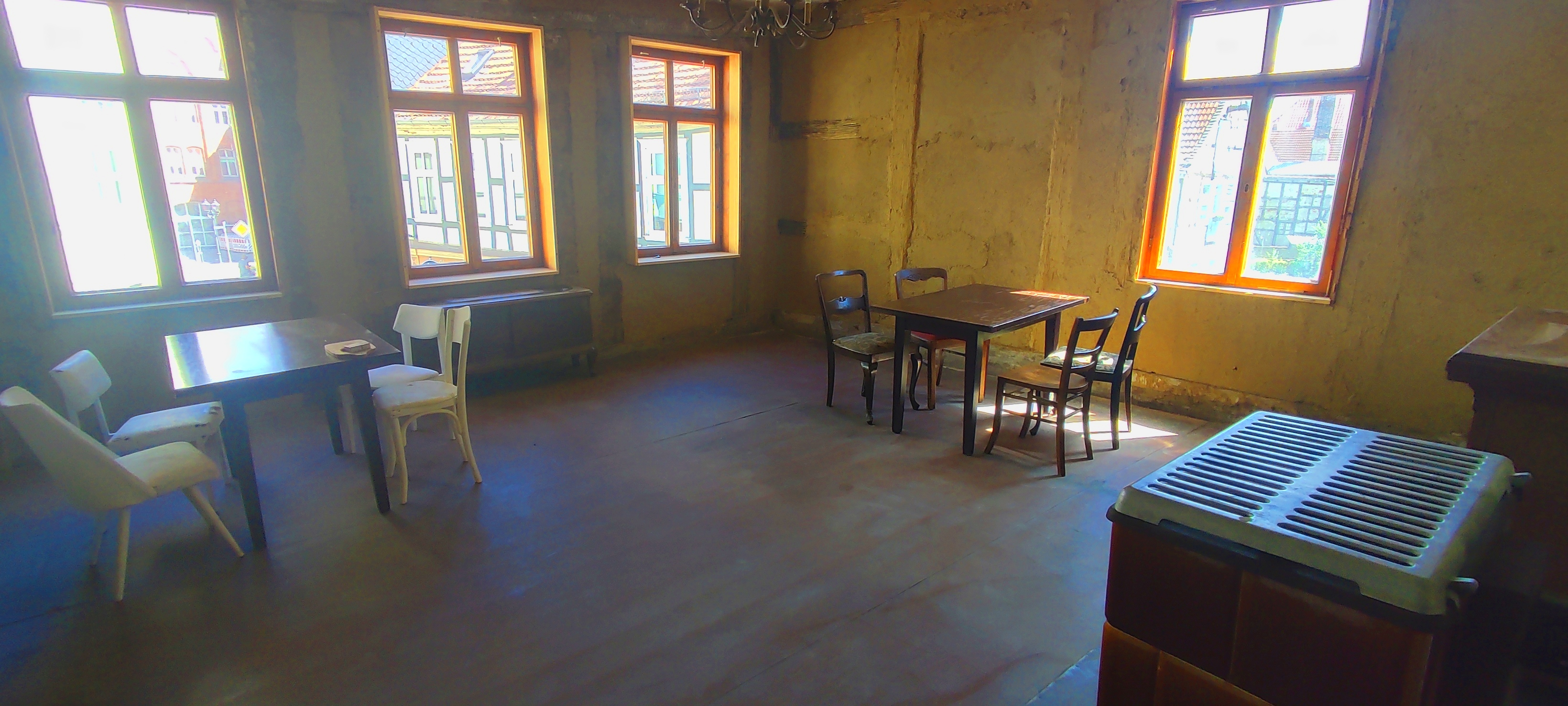
Der Salon im Obergeschoss der Kultur-Nische

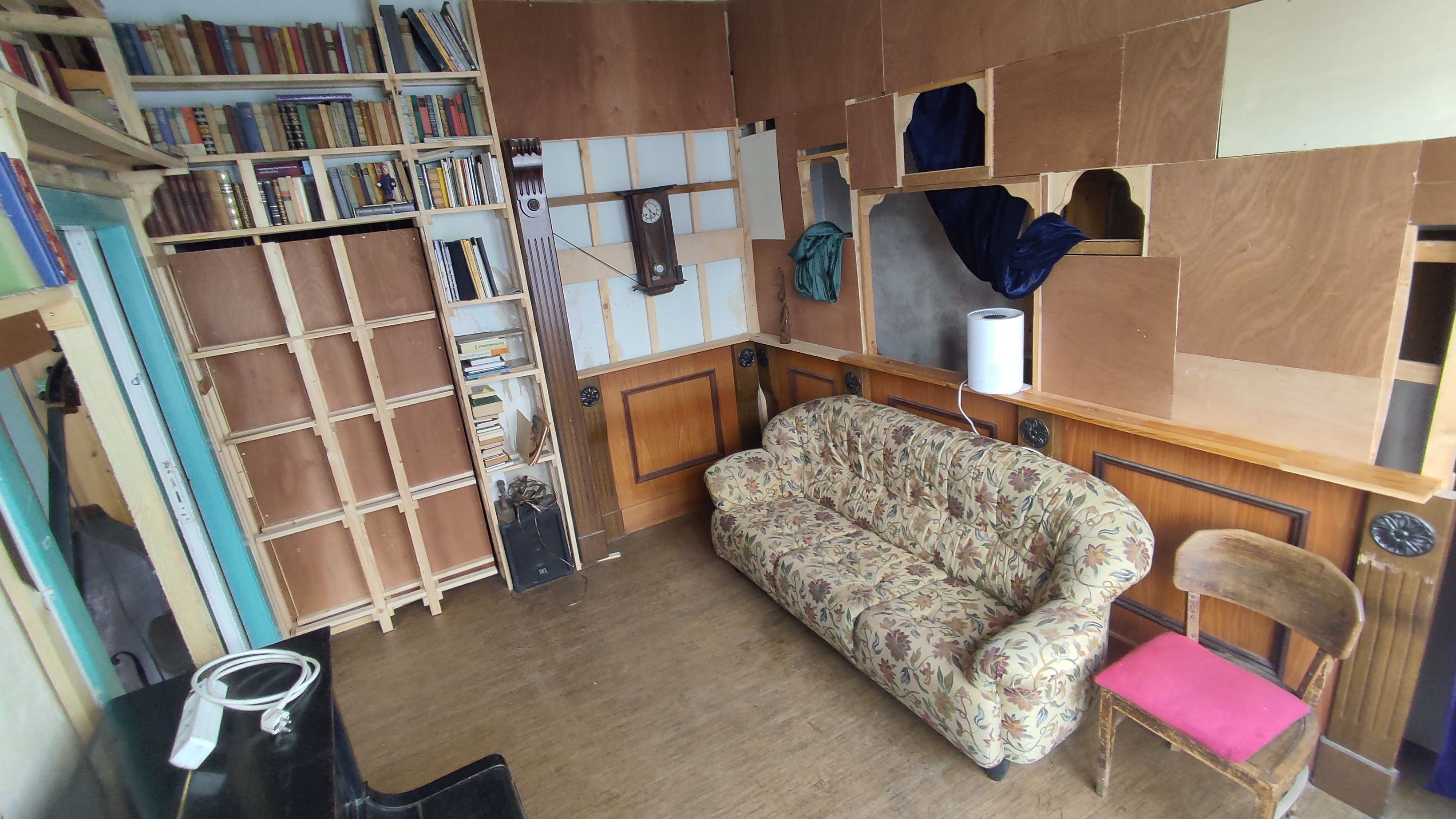
Der Musikraum im Erdgeschoss der Kultur-Nische

Das Laute’sche Haus und seine Nebengebäude, heute besser bekannt als Kultur-Nische (KuNi), sind ein denkmalgeschütztes Häuserkarree in der Altstadt der Hansestadt Salzwedel. Das aus drei separaten Fachwerkhäusern bestehende Ensemble auf zwei Flurstücken wird von der Neutorstraße im Osten, der Radestraße im Norden und der Salzstraße im Süden begrenzt und erstreckt sich über eine Fläche von 666 Quadratmetern.
Im 20. Jahrhundert sowohl ein Beispiel für die verschiedenen Architekturepochen, die sich heute noch in dem eklektischen Bürgerhaus nachvollziehen lassen, als auch ein Beispiel für Einzelhandelsgeschichte der DDR, beherbergt das denkmalgeschützte Ensemble heute ein soziokulturelles Zentrum mit vielfältigen (kunst-)handwerklichen, kulturellen und gesellschaftlichen Angeboten, die über die Stadtgrenzen hinausstrahlen.

## Geschichte

### 19. und 20. Jahrhundert
Die Anfänge des Gebäudeensembles reichen bis in die Renaissance zurück. Spätestens seit dem 18. Jahrhundert ist das Haus der heutigen Radestraße 1 als Handels- und später Wohn- und Geschäftshaus bekannt. Die Ersterwähnung datiert auf das Jahr 1773 und betrifft die Verschmelzung des späteren Laute’schen Hauses mit dem Handwerkerhaus, das damals dem Kaufmann Friedrich Andreas Krause gehörte. Die Eigentümer waren durchgehend Kaufleute. Überliefert sind die Kaufmannsfamilien Quasebarth, Schaefer, Falcke, Gericke, Engelhardt und Ehlert im 19. Jahrhundert. Ab 1874 war wahrscheinlich ein Destillationsbetrieb im Haus ansässig. Emil Ehlert eröffnete 1892 ein Geschäft im Erdgeschoss.
1894 wurde das Hauptgebäude durch einen Brand stark beschädigt, weshalb sich große Teile des Laute’schen Hauses in der Salzwedeler Altstadt nicht mehr im ursprünglichen Zustand befinden. Nach dem Brand wurde der Giebel erneuert, Wände abgetragen, Holzbauteile ausgetauscht und eine neue Treppe wurde eingebaut. Anhand des historischen Gebäudebestandes in der unmittelbaren Umgebung kann man jedoch mit hoher Wahrscheinlichkeit einen Ursprung des gesamten Gebäudeensembles im 16. Jahrhundert annehmen. Verschiedene Fachwerkwände im Erdgeschoss und in der 1. Etage des Laute’schen Hauses müssen nach dem Brand abgebrochen und zur Westseite hin massiv erneuert worden sein. Die obere Balkenlage, der gesamte Dachstuhl und die Etagentreppe wurden zu diesem Zeitpunkt im Stil der Zeit neu errichtet.
Als der Kaufmann Ernst Laute das Haus 1919 erwarb, betrieb er den Laden von Emil Ehlert unter dem leicht abgewandelten Geschäftsnamen Emil Ehlert Nachfolger weiter. Für das Laute’sche Haus setzte sich aber sein Name durch. Bis 1939 ist das Haus mit der Familie Laute verbunden, obwohl in der ersten Hälfte des 20. Jahrhunderts zu jeder Zeit viele unterschiedliche Bewohner gleichzeitig in dem Haus wohnten. Als der Wohnraum nach dem Zweiten Weltkrieg durch Flüchtlinge und Heimatvertriebene knapp wurde, verstärkten sich die Wohnprobleme. Badezimmer und Küche wurden dann gemeinschaftlich von sämtlichen Hausbewohnern genutzt. Im Eckladen waren verschiedene Kaffee-, Delikatessen- und Lebensmittelgeschäfte, sowie zu DDR-Zeiten ein Konsum untergebracht. Die vom Eckladen abgehende Treppe zum Keller deutet noch darauf hin, dass dort verderbliche Lebensmittel, wie Margarine, Butter, Wein und Sekt gelagert wurden. Eine Annonce des Geschäftes Emil Ehlert Nachfolger – wohl aus den 1920er oder 1930er Jahren – erwähnt, dass Kaffee, Spirituosen, Kolonialwaren, Delikatessen, Fisch, Wild und Geflügel zum Sortiment gehörten.
Das Kleine Handwerkerhaus, ein Nebengebäude an der Neutorstraße, blieb 1894 vom Brand verschont. Seine dendrochronologisch nachgewiesenen Ursprünge in der Barockzeit sind heute noch sichtbar. Es verfügt als einziges Haus in Salzwedel noch über einen (um 1730 datierten) Laubengang, der andernorts in der Altmark – etwa in Stendal – noch häufiger zu sehen ist. Im Kleinen Handwerkerhaus betrieb der Fleischer August Walter seit 1871 sein Geschäft, das sein Sohn August Walter zehn Jahre später übernahm. 1904 wurde das Haus von einem Fleischermeister Görges erworben. 1910 wurde der Sanitätsrat Dr. Hoffmann als Bewohner genannt. Ab 1925 wohnten der Rentner Friedrich Wichmann und seine Frau Frederike Wichmann im kleinen Handwerkerhaus. Ab 1937 betrieb Albert Görges – womöglich ein Sohn des Fleischermeisters – in dem kleinen Laden eine Frühstücksstube und bot einen Abstellplatz für Wagen sowie Unterstellmöglichkeiten für Pferde. Das Branchenverzeichnis von 1949 erwähnt eine Gaststätte Görges an dieser Stelle, deren Inhaber Paul Koch war.
Für den inneren Wiederaufbau bediente man sich zeitgemäßer Gestaltungselemente, zum Beispiel des Barock (das Kleine Handwerkerhaus, das untere Fachwerk des Laute’schen Hauses, die Küchentür, die Treppe und die Tür zum Laubengang, sowie ihre Türbeschläge), des Klassizismus (das Gästehaus), des Historismus (insbesondere Neobarock: die Durchgangstür im Erdgeschoss, die Türbeschläge in der Teeküche, sowie die Türen im Obergeschoss, zur Bierbrauerei und zur Holzwerkstatt), des Jugendstils (Toilettentür, Toilettentürklinke, Holzschnitzerei in der Toilette, einige Tapeten, die Wandmalerei gegenüber der Holzwerkstatt, die Oberlichter im Treppenhaus, sowie die nachträglich eingebaute Türklinke des Eckladens) und Elementen des Neuen Bauens (zwei Fenster in der Tauschbibliothek, die Schiebetür zum Musikzimmer). Viele ursprüngliche Bauelemente sind durch die unterschiedliche Nutzung des Hauses umgestaltet oder verschwunden. Der Ladeneingang wurde 1957 ausgebaut und 1972 wurden umfangreiche Glas-, Maler- und Maurerarbeiten am Laute’schen Haus durchgeführt.
Nach der Wende zog ein Geschäft für Öfen und Kamine in den Eckladen, dessen Besitzer 1995 Umbaumaßnahmen vornahm. Als auch dieses Geschäft schloss, stand das einst prächtige Bürgerhaus leer, ehe es am 23. September 2010 in den Besitz des Vereins Kultur-Nische e.V. überging. Seitdem wird die Kultur-Nische ehrenamtlich als soziokulturelles Zentrum betrieben und schrittweise denkmalgerecht saniert.
Das Laute’sche Haus samt seinem Nebengebäude, dem Kleinem Handwerkhaus, (Grundstück Radestraßé 1) genießt als (Einzel-)Baudenkmal besonderen Denkmalschutz auf Landesebene. Als Teil der Zone 1a des Denkmalschutzbereichs Alt- und Neustadt steht das gesamte Areal der Kultur-Nische, inklusive Neutorstraße 10, unter Denkmalschutz.

### 21. Jahrhundert

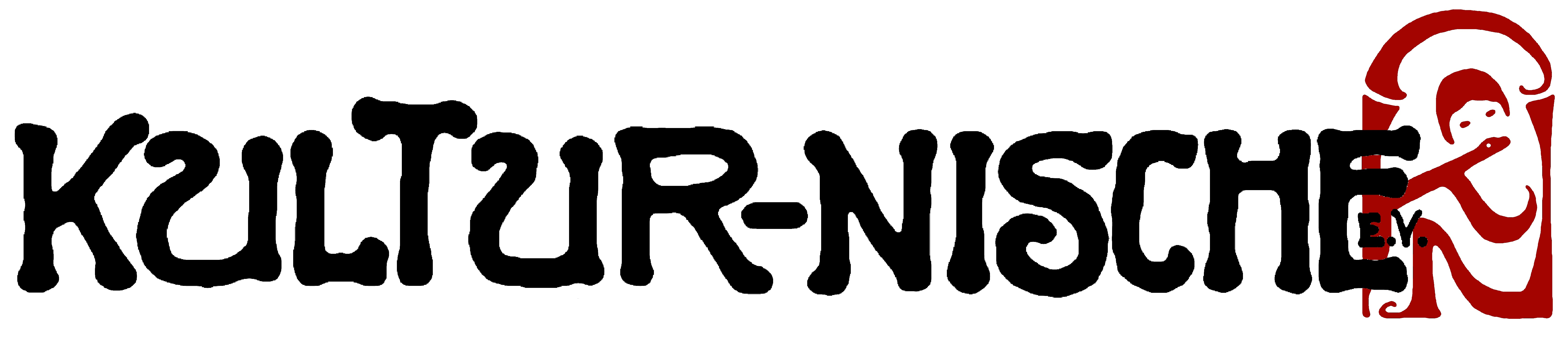
Vereinslogo

Der Kultur-Nische e.V. ist ein Salzwedeler Kultur- und Denkmalpflegeverein mit rund 50 Mitgliedern. Laut Vereinssatzung befasst sich der Verein mit den Themen Denkmalschutz, Kunst und Kultur, Bildung, Stadtentwicklung im ländlichen Raum, sowie Politik und Gesellschaft.
Im Jahr 2007 startete die Stadt Salzwedel das Projekt „100 für 100“, um die denkmalgeschützte Altbausubstanz im Zentrum Salzwedels vor dem Abriss zu retten. 100 leerstehende Immobilien, darunter diejenigen, die später zur Kultur-Nische wurden, sollten an 100 private Investoren vermittelt werden. Am 24. Februar 2009 gründeten ehemalige Mitglieder des Arbeitskreises Salzwedeler Altstadt e.V. (ASA) den Verein Kultur-Nische e.V. und begaben sich auf die Suche nach einer geeigneten Immobilie in der Salzwedeler Innenstadt, um ihre geplanten Aktivitäten umzusetzen. Erster Vorsitzender des neu gegründeten Vereins war Jürgen Förster. Ein geplanter Erwerb der ehemaligen Essigfabrik Walter Schauer an der Jenny-Marx-Straße (inzwischen abgerissen) verlief im August 2010 im Sande.

#### Sanierung der denkmalgeschützten Häuser
Zwischen September 2010 und Januar 2011 übernahm der Verein schließlich für einen Kaufpreis von etwas mehr als 5.000 Euro ein Areal mit drei vom Abriss bedrohten, denkmalgeschützten Häusern an der Radestraße und Neutorstraße und leitete mit Fördermitteln der Stadt erste Notsicherungsmaßnahmen ein: der Westgiebel und das Dach des Gästehauses wurden bis zum Herbst 2011 wieder instand gesetzt. Noch im selben Jahr folgten erste Notsicherungsarbeiten am Dach des Laute’schen Hauses. Die Sanierung der Außenfassaden und Dächer der Kultur-Nische mit historischen und ökologischen Baustoffen war im Juni 2017 abgeschlossen. Das Büro im Obergeschoss und die stark beschädigte Küche wurden im Jahr 2014 saniert. Mithilfe von Schablonensammlungen aus dem Maler- und Lackierermuseum in Hamburg integrierten die Vereinsmitglieder historische Jugendstil-Verzierungen in die Wandgestaltung des Büros. Bis 2019 wurde der ehemalige Pferdestall im Innenhof komplett saniert und als zweiter Fluchtweg mit einer Außentreppe über den Laubengang versehen. Immer wieder finden Lehmbauseminare unter professioneller Anleitung in den Räumen der denkmalgeschützten Gebäude statt, so zum Beispiel im Sommer 2012, im Herbst 2022, im Herbst 2023 und im Frühjahr und Herbst 2024. Die Lehmbaustelle in den Jahren 2022 bis 2024 widmete sich im Wesentlichen der Dämmung der Außenwände im ersten Obergeschoss.
Im Laute’schen Haus sind die meisten Räume beheizbar – in der Regel durch Holzöfen, im Obergeschoss dort Infrarotheizungen, wo keine Schornsteine angrenzen – und verfügen über Elektrizität. Das trifft auf fast alle Räume des Kleinen Handwerkhauses und des Gästehauses nicht zu. Abgesehen von oben genannten Ausnahmen haben die Vereinsmitglieder die Spuren der Zeit an Wänden, Fußböden und Decken überwiegend im unrenovierten Zustand belassen – weniger aus denkmalpflegerischer Überzeugung denn aus Ermangelung eines Vereinsbeschlusses zu den Grundsätzen der Raumgestaltung.
Im September 2020 kauften einige Vereinsmitglieder der Kultur-Nische gemeinsam den Salzwedeler Bürgermeisterhof und gründeten im Januar 2021 einen weiteren Denkmalpflegeverein, um das historische Gebäudeensemble in der Burgstraße zu sanieren.

#### Nachnutzung des denkmalgeschützten Ensembles
In einem hofseitigen Raum im Erdgeschoss richteten Hobby-Bierbrauer im Jahr 2012 eine kleine Brauerei ein, in der sie regelmäßig Bier brauen, um das überregional bedeutende altmärkische Brauhandwerk fortzuführen und weiterzugeben. Eine Salzwedeler Töpferin mietete das Ladengeschäft im Erdgeschoss des Kleinen Handwerkerhauses. In den beiden Räumen ist nach 2014 eine Töpferei mit Brennofen entstanden.
Seit etwa 2013 gibt es Pläne, in dem Gästehaus an der Neutorstraße 10 eine einfache Herberge für Fahrradtouristen einzurichten. Architektur-Studenten der TU Braunschweig und der TU Dresden haben Modelle entworfen und Konzepte vorgelegt. Bis dato wurde dieses Vorhaben allerdings nicht umgesetzt. 
Im Mai 2015 richteten Vereinsmitglieder mit Fördermitteln der Stiftung Zukunft Altmark die Küche anno 1900 mit historischem Mobiliar ein und veranstalteten in der Folge mehrere Kochabende, die sich mit der regionalen altmärkischen Küche beschäftigten. Im Obergeschoss des Laute’schen Hauses befinden sich zwei Künstlerateliers. Im Handwerkerhaus entstand im Sommer 2022 ein einfaches Herbergszimmer. Seit 2022 nutzt eine Selbsthilfegruppe für chronische Schmerzen die Kultur-Nische als Treffpunkt. Eine ehemalige Waschküche in einem hofseitigen, ebenerdigen Raum des Gästehauses ist seit Sommer 2024 eine Abholstation für landwirtschaftliche Erzeugnisse der SoLaWi Volzendorf im benachbarten Wendland.

##### Szene

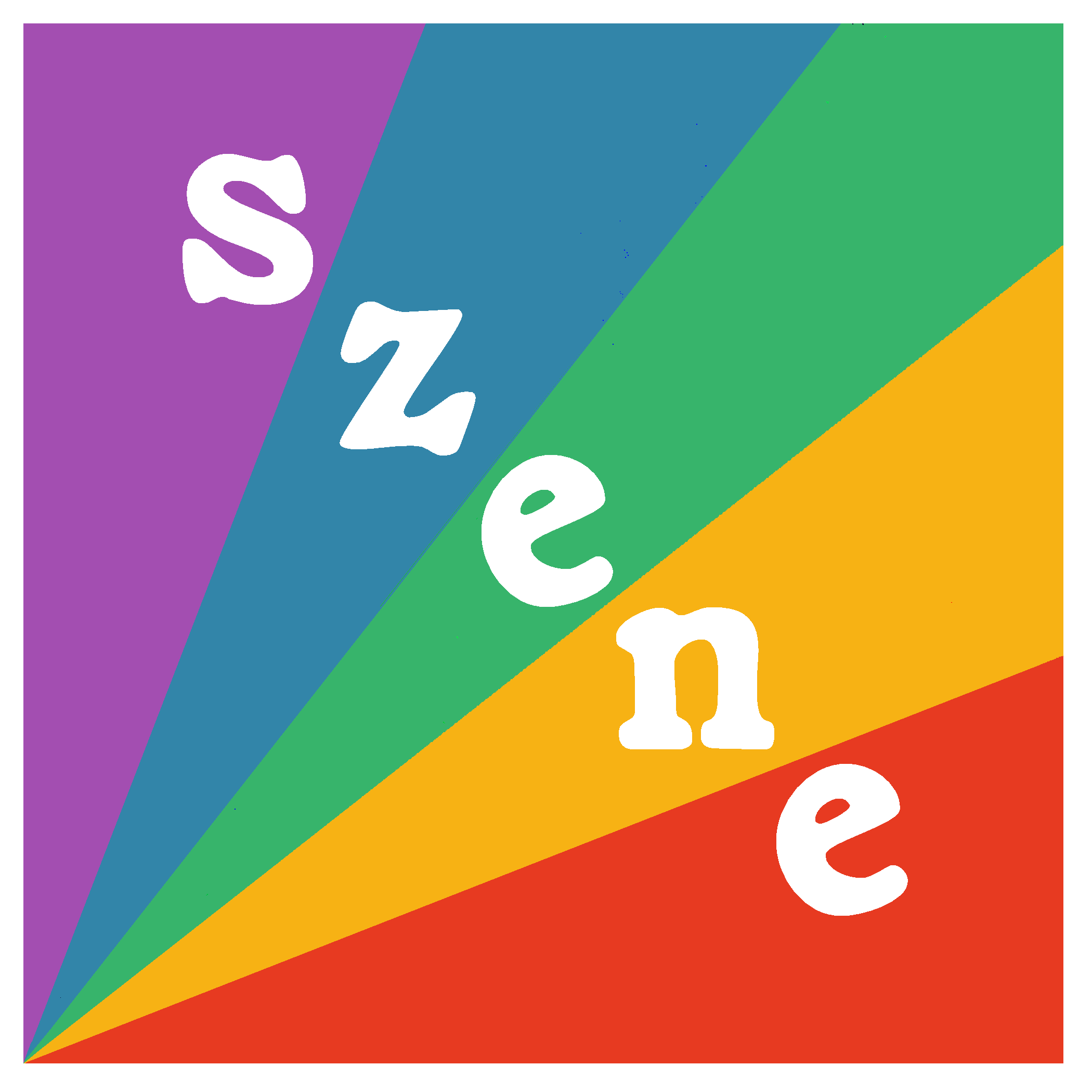
Logo der queeren „Szene“ in der Kultur-Nische

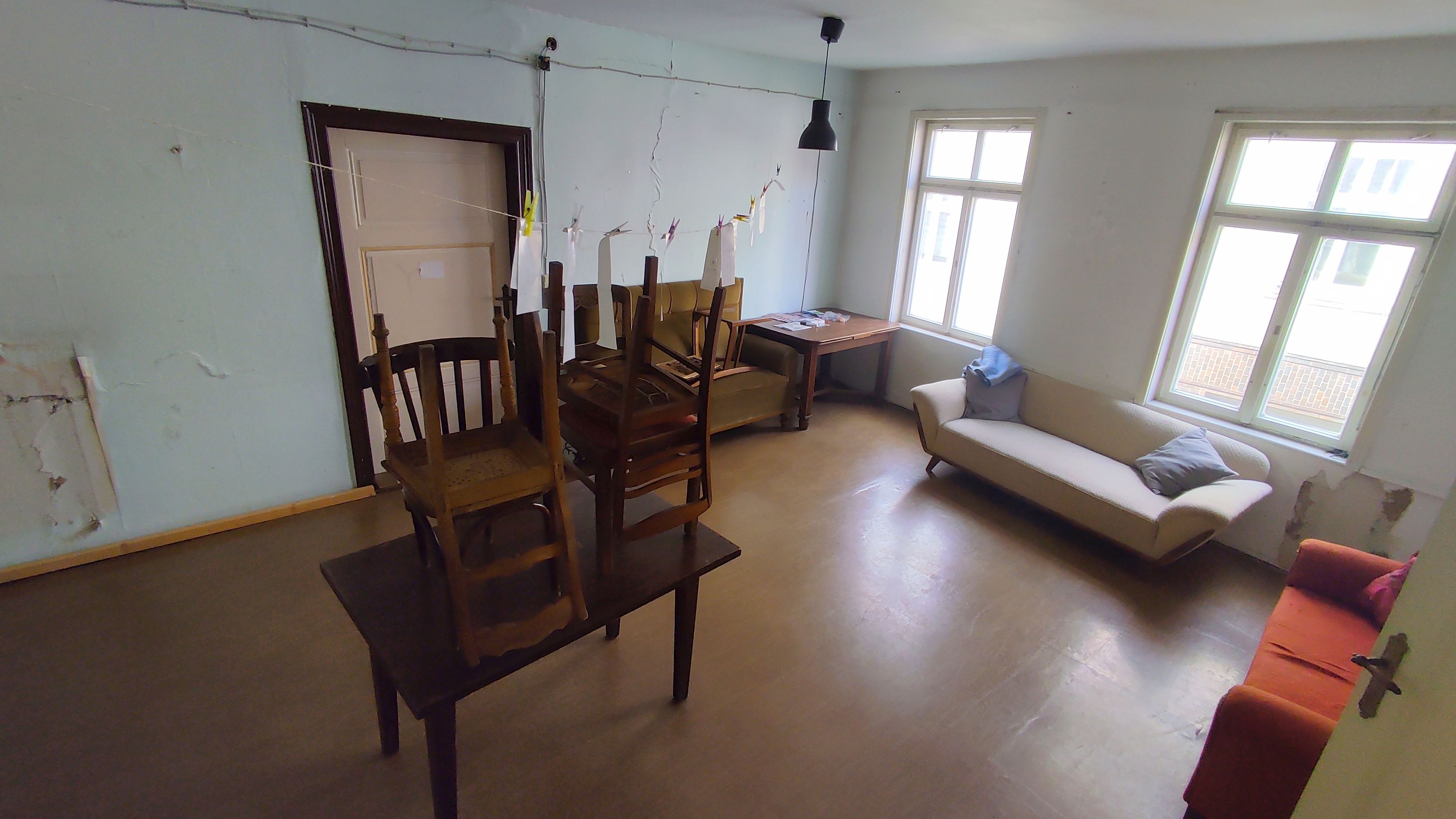
Im Obergeschoss der Kultur-Nische befindet sich die Szene, ein Raum für die queere Community

Im Oktober 2022 initiierten Vereinsmitglieder die Einrichtung der Szene, einem Raum für queere Menschen in Salzwedel im Obergeschoss des Laute’schen Hauses. Verschiedene Formate haben sich seitdem im Kontext der queeren Gruppe innerhalb der Kultur-Nische etabliert: Der monatlich stattfindende Szenetreff richtet sich ausschließlich an die (erwachsene) LGBTQ*-Community im Altmarkkreis Salzwedel und angrenzenden Landkreisen. Darüber hinaus organisiert die queere Szene in unregelmäßigen Abständen weitere queere Kulturveranstaltungen – etwa die Schlagerszene (Public Viewing des Eurovision Song Contests) und den Szeneclub, die große queere Sommerparty im Hof der Kultur-Nische (in zeitlicher Nähe zu den Salzwedeler und Lüchower Christopher-Street-Days). Während des Kunstfestivals Wagen & Winnen sind die Wände der Szene für Ausstellungen queerer Künstlerinnen und Künstler oder Ausstellungen zu queeren Themen reserviert. Darüber hinaus beteiligt sich die Szene an gesellschafts- und insbesondere queerpolitischen Veranstaltungen weiterer Salzwedeler Akteure des bürgerschaftlichen Engagements – etwa am politischen Altperverstraßenfest während der Interkulturellen Woche, an politischen Gedenkveranstaltungen und an politischen Demonstrationen gegen Rechtsextremismus, für die Rechte Geflüchteter oder für Gleichberechtigung zwischen den Geschlechtern.
Als queerer Treffpunkt erlangte die Kultur-Nische in kürzester Zeit überregionale Bedeutung und die Szene wird in der Stadt zum Teil als inoffizielles Sprachrohr der Salzwedeler LGBTQ*-Community wahrgenommen. Sie nutzt diese Plattform etwa um zugunsten queerer Geflüchteter im Altmarkkreis Salzwedel Einfluss zu nehmen oder ein Bewusstsein zu schaffen für die Schwierigkeiten trans*-, inter* und nichtbinärer Jugendlicher vor Ort. Die Szene hat keine eigene Rechtsform und ist lediglich eine Gruppe unter dem Dach und in der Vereinsstruktur der Kultur-Nische. Am 26. September 2023 wurde der Verein Kultur-Nische für den queeren Treffpunkt Szene mit dem mit 5.000 Euro dotierten machen!2023-Preis der Deutschen Stiftung für Engagement und Ehrenamt und des Beauftragten der Bundesregierung für Ostdeutschland für ihr „vorbildliches Engagement in Ostdeutschland“ ausgezeichnet.
Am Abend des Salzwedeler Christopher-Street-Days im Juni 2023 verliehen die Szenegänger:innen dem Vorstand der Kultur-Nische die Goldene Szeneklappe für besonderes Engagement für die LGBTQ-Community im Altmarkkreis Salzwedel. Dieselbe Auszeichnung wurde im darauffolgenden Jahr der Magdeburger Autorin, Aktivistin und Beraterin Daria Majewski verliehen.
| Jahr | Preisträger der Goldenen Szeneklappe |
| ---- | ------------------------------------ |
| 2023 | Kultur-Nische e.V.                   |
| 2024 | Daria Kinga Majewski                 |

Der als Szene bezeichnete Raum im Obergeschoss der Kultur-Nische ist zu Beginn der Aktivitäten weder mit Heizung noch mit Strom ausgestattet, sodass die Aktivitäten der Szene anfangs überwiegend und vor allem im Winter im Eckladen stattfinden. In mehreren Baueinsätzen konnte jedoch der gesamte Raum bis Ende 2024 mit Stromkabeln und Steckdosen ausgestattet sowie die Außenwände mit Dämmung versehen und aus Lehm wiederaufgebaut werden. Im Juli 2025 entsteht im Rahmen eines Volkshochschulkurses das 6,50 Meter lange und 2,50 Meter hohe Wandbild der Illustratorin Anne Schäfer, das bedeutende queere, ostdeutsche Personen der Geschichte abbildet. Weiterhin ist die Einrichtung einer queeren Bibliothek geplant. Gemäß der Vereinssatzung der Kultur-Nische soll die Szene, einmal fertiggestellt, weiteren queeren Gruppen und Akteuren zur tage- oder stundenweisen Nutzung überlassen werden.

#### Kulturelle Aktivitäten
Im Januar 2012 entstand das Wandbild der Lilienkönigin nach einem Werk des französischen Künstlers Paul Émile Berton im Eckladen des Laute’schen Hauses. Im Juli 2012 eröffneten Vereinsmitglieder mithilfe einer Förderung des Jobcenters Salzwedel die Tauschbibliothek in den Räumen an der Radestraße. Im selben Jahr fanden unter dem Titel „Vergessene Bücher“ mehrere Lesungen aus den Beständen der Tauschbibliothek in der Kultur-Nische statt. Erstmals spielte eine Band im Juli 2013 ein Konzert in der Kultur-Nische: Die Stendaler Folkband Die Siedler waren die ersten musikalischen Gäste. Seitdem ist die Kultur-Nische immer wieder Ausrichter von Konzerten, Ausstellungen, Lesungen und Festen. Zwischen 2012 und 2022 gab es eine Gruppe, die sich regelmäßig zum Malen in der Kultur-Nische traf. Der Verein war Ausrichter zweier Zwanziger-Jahre-Partys im Februar 2020 und im Februar 2024.
Seit der ersten Ausrichtung des bundesländerübergreifenden Kunstfestivals Wagen & Winnen 2013 nimmt die Kultur-Nische jedes Jahr mit einer eigenen Ausstellung teil. In den Jahren 2019 und 2023 war sie dessen zentraler Ausstellungsort.
Als eine von acht Initiativen aus ganz Ostdeutschland wurde die Salzwedeler Kultur-Nische im Jahr 2022 gemeinsam mit dem Bürgermeisterhof für das Werkstattprogramm der Kulturhanse ausgewählt. Im Mai 2025 durfte sich die Kultur-Nische als eines von sechs Best Practice-Beispielen auf der Konferenz der Kulturhanse-Gründerlabore in der Europäischen Kulturhauptstadt Chemnitz präsentieren. Seit 2023 ist der Kultur-Nische e.V. Mitglied im Landesheimatbund Sachsen-Anhalt.

## Gebäude

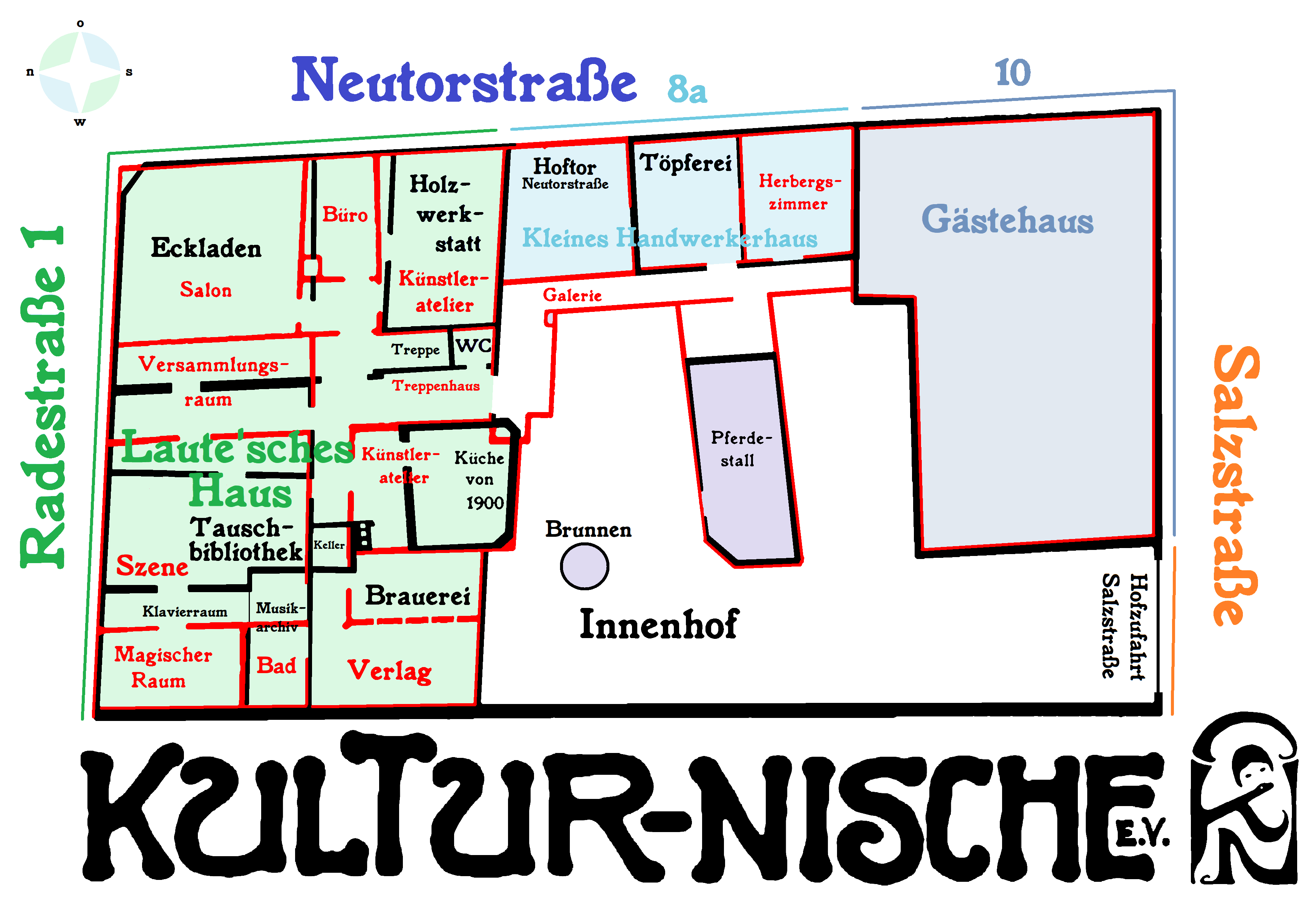
Grundriss der Kultur-Nische in Salzwedel (schwarz: Erdgeschoss, rot: Obergeschoss)

Die folgenden Gebäude gehören zur Kultur-Nische:
- Das denkmalgeschützte Laute’sche Haus (hellgrün), ehemaliges Wohn- und Geschäftshaus, an der Radestraße 1
  - mit der Bierbrauerei, der Tauschbibliothek, dem Klavierzimmer mit Musikarchiv, der Holzwerkstatt, dem Eckladen und der Küche anno 1900 im Erdgeschoss
  - und zwei Künstlerateliers, einem Büro, dem Salon (geplanter Multifunktionsraum), einem Versammlungsraum, dem „magischen Raum“ für Heilanwendungen und dem Treffpunkt der queeren Szene[33] im Obergeschoss.
- Das Kleine Handwerkerhaus (hellblau), Nebengebäude des Laute’schen Hauses an der Neutorstraße 8a
  - mit der Töpferei und einem Töpferladen im Erdgeschoss
  - und einem einfachen Herbergszimmer und dem Laubengang im Obergeschoss.
- Das (bisher nur geplante, aber nicht umgesetzte) Gästehaus (blaugrau) an der Neutorstraße 10 befindet sich im  „Sanierungsgebiet I“ des Salzwedeler Innenstadtbereichs.[34]
- Im Innenhof (weiß) befindet sich der ehemalige Pferdestall (blasslila), der über den Laubengang und eine Außentreppe erreichbar ist und dessen Erdgeschoss perspektivisch zur Außenbar umgebaut werden soll, sowie ein historischer Brunnen (blasslila). Zwei Hoftore begrenzen den Innenhof zur Neutorstraße (blau) und zur Salzstraße (orange).

## Bildergalerie

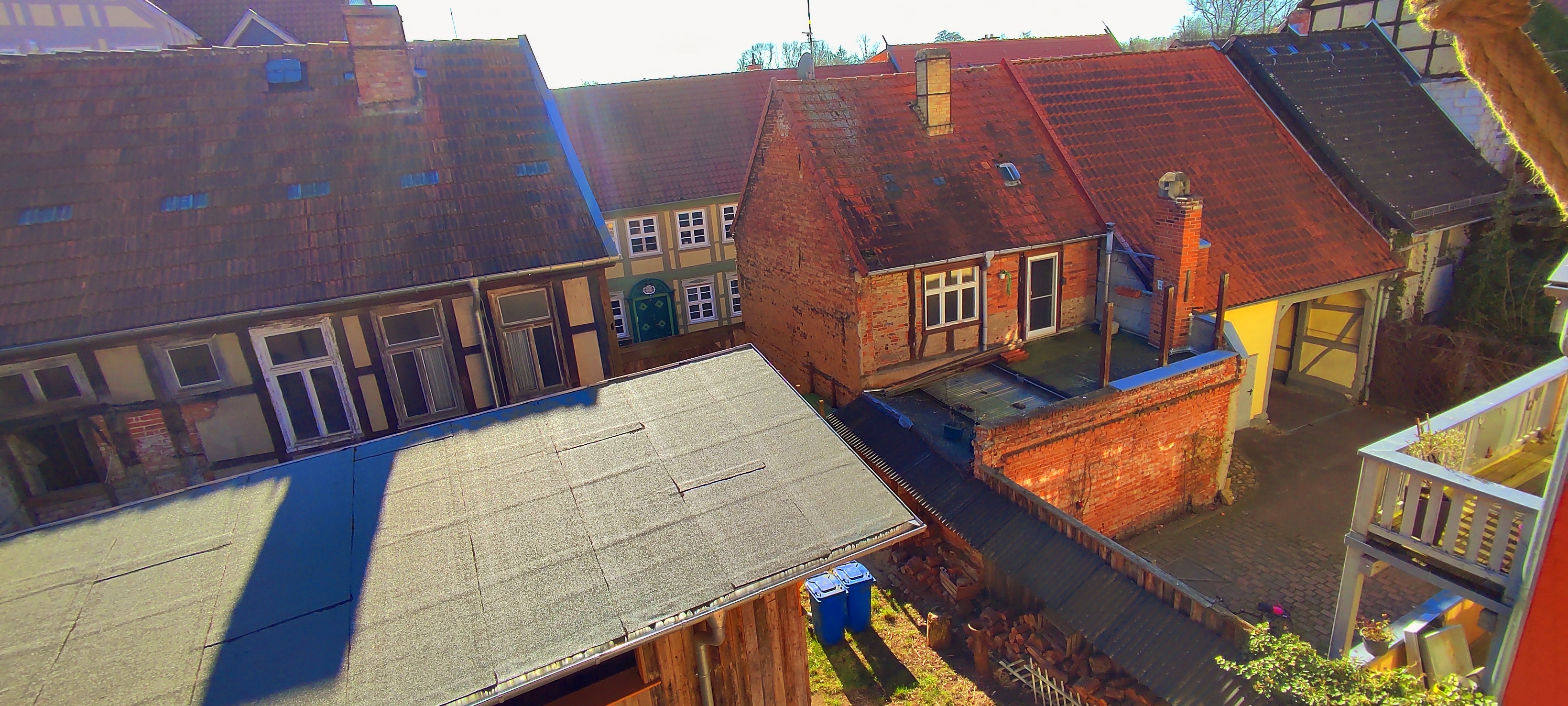
Blick auf den Innenhof der Kultur-Nische und die dahinterliegende Salzstraße, am linken Bildrand das Gästehaus in der Neutorstraße 10, unten das Dach des Pferdestalls
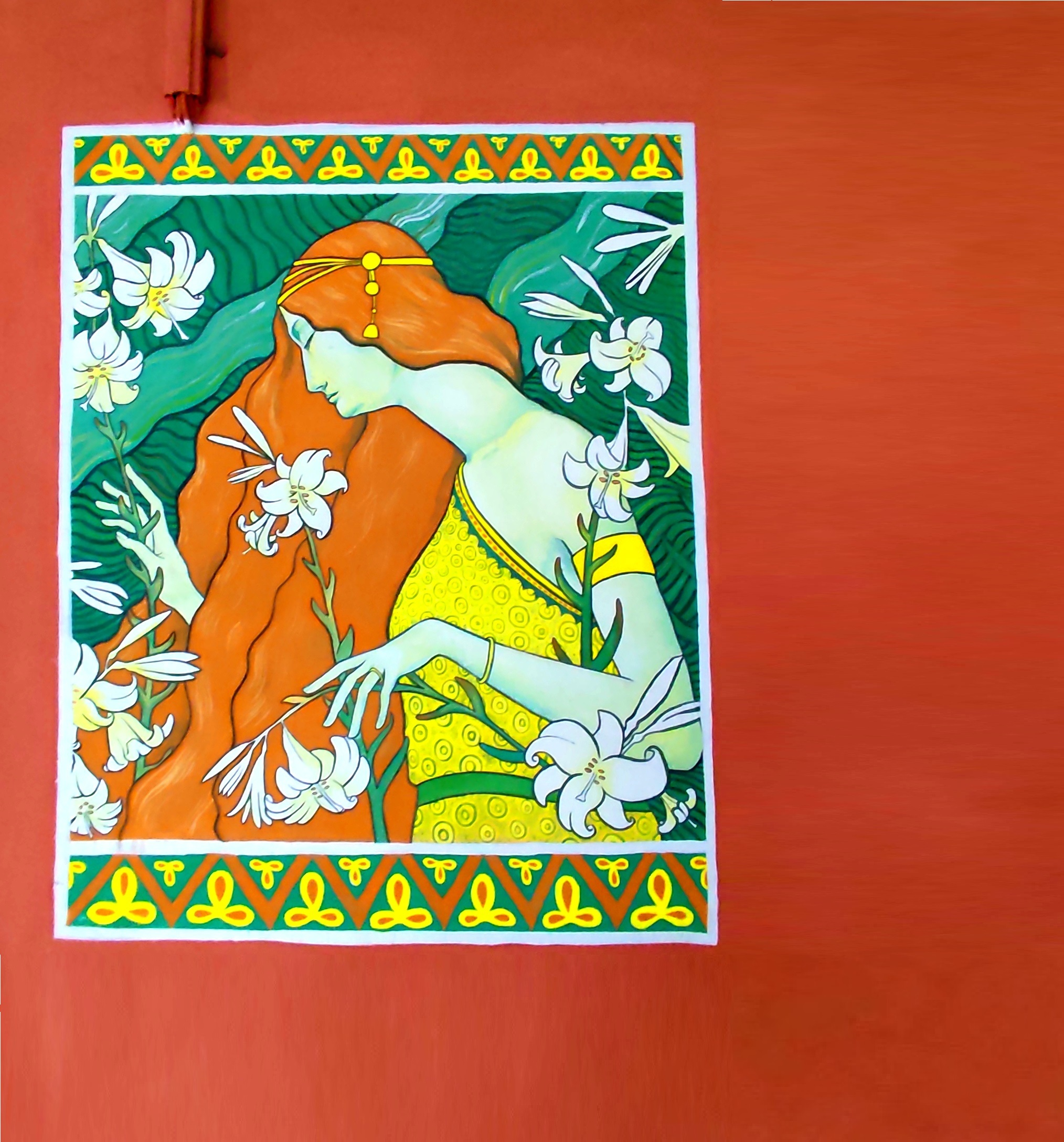
Das Wandbild der Lilienkönigin nach Paul Émile Berton[35] im Eckladen der Kultur-Nische entstand im Januar 2012
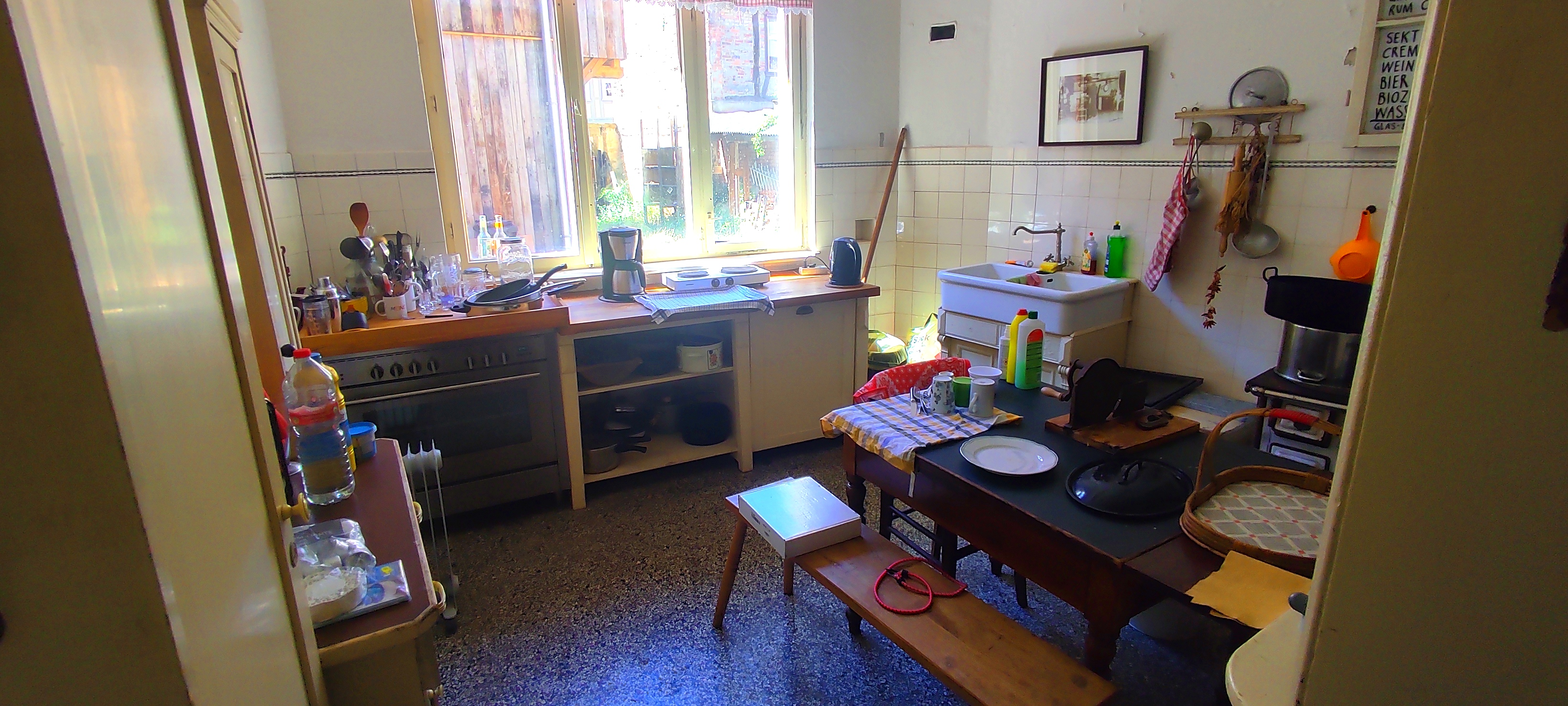
Die Küche anno 1900 in der Kultur-Nische wurde 2015 mit Fördermitteln der Stiftung Zukunft Altmark eingerichtet
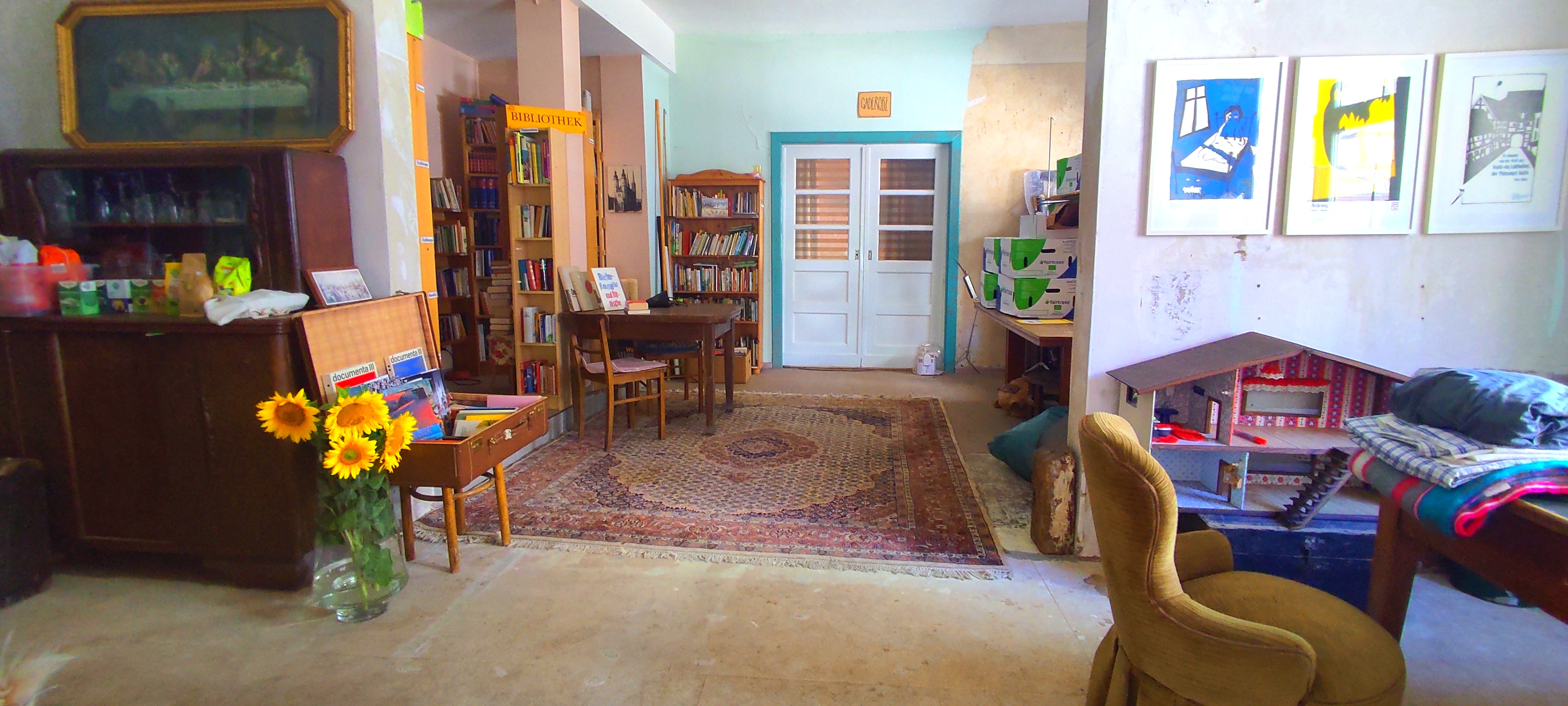
Die Tauschbibliothek in der Kultur-Nische wurde im Juli 2012 eröffnet
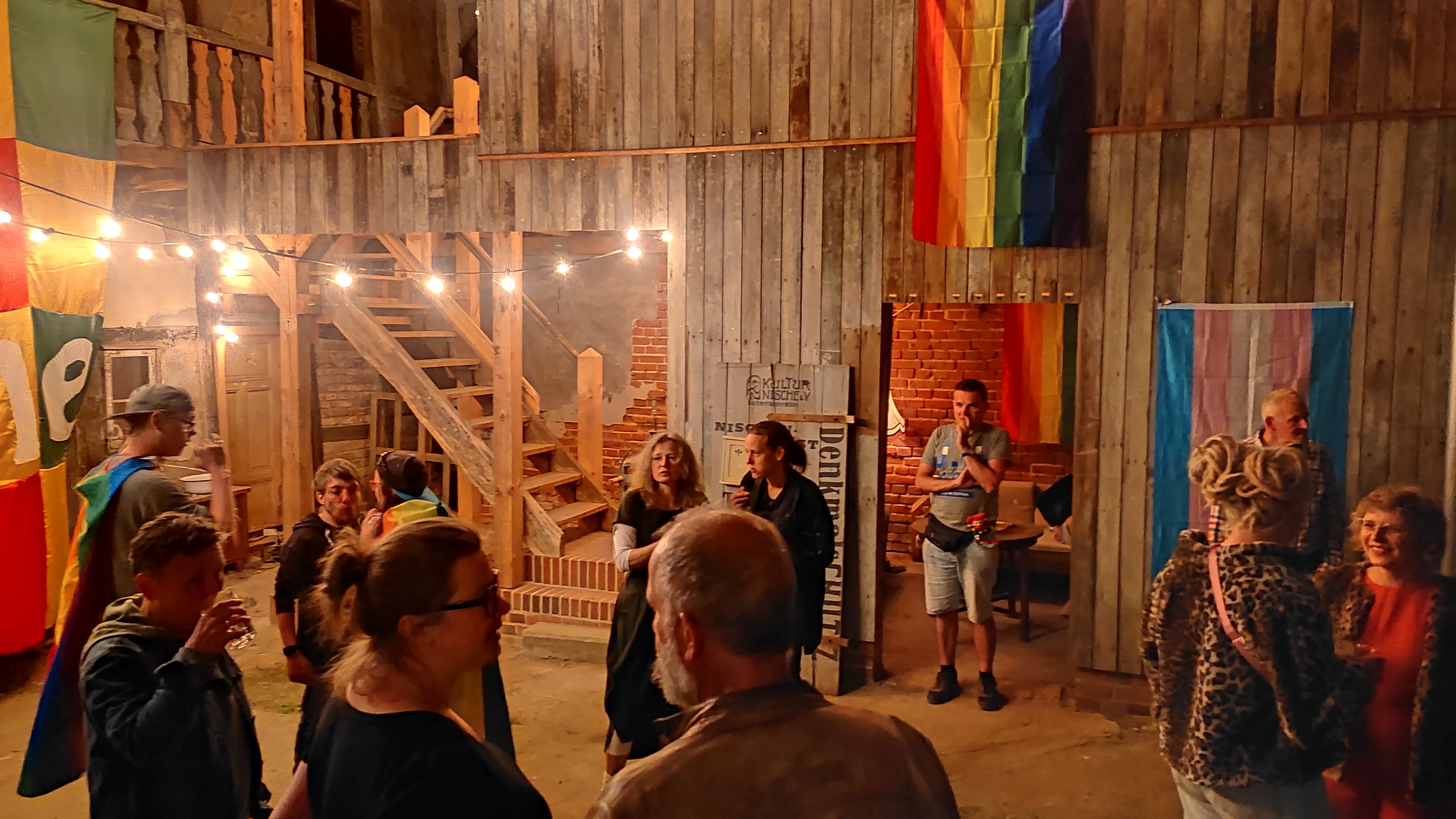
Im Innenhof der Kultur-Nische fand im Juni 2023 eine Party der Szene am Abend des 2. Christopher-Street-Days Salzwedel statt
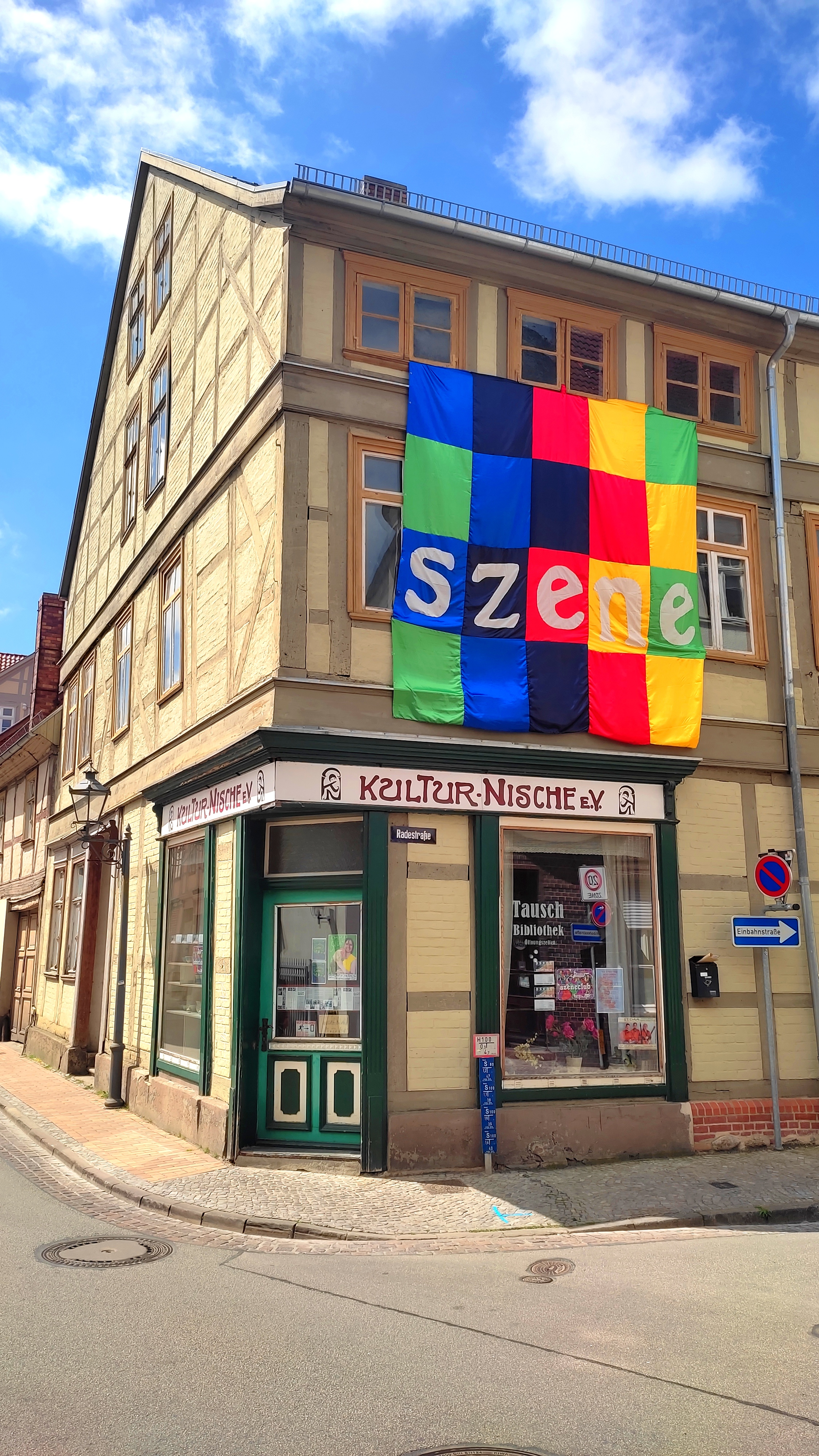
Während des Christopher Street Days 2023 hing ein großes Transparent in Regenbogenfarben von der Fassade der Kultur-Nische
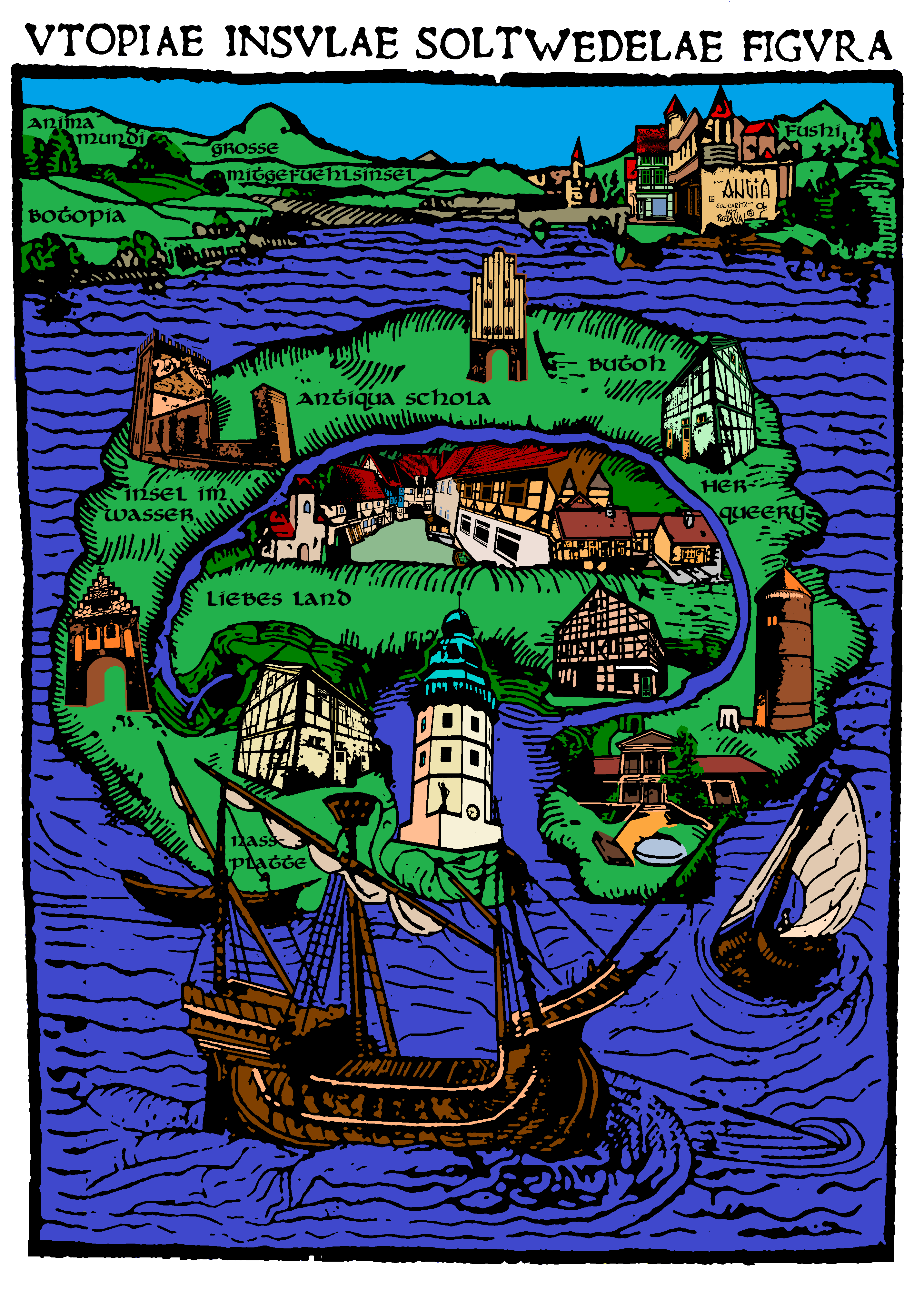
Der Flyer zur Wagen & Winnen-Kunstausstellung 2022 in der Kultur-Nische ist vom Buchcover von Thomas Morus’ Roman Utopia (1516) inspiriert und zeigt verschiedene Orte in Salzwedel, darunter die Gebäude der Kultur-Nische